# Batracomorphus wardi
Batracomorphus wardi är en insektsart som beskrevs av Quartau 1981. Batracomorphus wardi ingår i släktet Batracomorphus och familjen dvärgstritar. Inga underarter finns listade i Catalogue of Life.